# Rawkus Records
Rawkus Records fue un sello discográfico estadounidense de hip hop, propiedad de James Murdoch, conocido por iniciar las carreras de muchos raperos. Rawkus comenzó en 1995 con lanzamientos en hip-hop, drum and bass y fun-dustrial (Dystopia One).
Los jefes del sello, Brian Brater y Jarret Myer, contrataron a algunos de los mejores talentos underground del área de Nueva York, en particularMos Def, Talib Kweli, Hi-Tek y Company Flow, quienes definieron el sonido del sello. La serie de lanzamientos de 12" y álbumes de larga duración que siguieron ayudaron a iniciar un resurgimiento en el sonido de Nueva York/Costa Este. Muchos de estos son considerados clásicos entre los aficionados al hip-hop. Durante mediados y finales de la década de 1990, Rawkus se convirtió en un sello dominante. en la escena underground del hip-hop, produciendo una serie de álbumes de oro y un álbum de platino.

## Historia
Rawkus Records fue establecido en 1995 por Brian Brater y Jarret Myer, con el respaldo financiero de su compañero de secundaria James Murdoch, hijo de Rupert Murdoch. En 1996, Rupert Murdoch compró la mayoría de Rawkus. En 1999, el sello firmó un contrato de distribución con Priority Records.
A lo largo de los años, Rawkus grabó varios artistas de hip hop independientes notables, including Reflection Eternal, Company Flow, High & Mighty, Mos Def y Talib Kweli (como Black Star), Eminem, Common, Pharoahe Monch y Skillz.
En 2002, Rawkus firmó un acuerdo de empresa conjunta con MCA Records. Poco después, MCA cerró e Interscope Records/Geffen Records compró Rawkus. Tras la venta de su catálogo en 2004, Rawkus se separó de Geffen.
En 2006, Rawkus firmó con RED Distribution, una compañía de distribución de Sony Music y resurgió con una nueva línea de notables artistas independientes de hip hop.
A principios de 2007, Rawkus Records aceptó presentaciones de álbumes de artistas de Hip Hop, conocidos o desconocidos, para ser considerados para su nueva campaña. Los 50 artistas elegidos para usar la insignia Rawkus 50 firmaron un acuerdo de distribución digital a través de la red de distribución digital de IODA (Independent Online Distribution Alliance) y sus álbumes se lanzaron bajo el lema "Rawkus 50 presents". Entre los 50 había artistas como Custom Made, L.E.G.A.C.Y. y Pizon.